# Покровка (Вознесенский район)
Покровка — деревня в Вознесенском районе Нижегородской области России. Входит в состав Благодатовского сельсовета.

## Географическое положение
Деревня находится в 16 км к северу от райцентра — рабочего посёлка Вознесенское и в 160 км к юго-западу от Нижнего Новгорода.

## Население
| 1999 | 2002 | 2010 |
| ---- | ---- | ---- |
| 20   | ↗23  | ↘14  |